# BBC Etzella
El BBC Etzella, más conocido como Etzella Ettelbruck, es un equipo de baloncesto luxemburgués con sede en la ciudad de Ettelbruck, que compite en la Total League, la máxima competición de su país. Disputa sus partidos en el Centre Sportif du Deich, con capacidad para 2,000 espectadores.

## Historia
Fundado en 1934 bajo el nombre de Association Sportive Catholique Ettelbruck (ACSE), es uno de los clubes luxemburgueses más antiguos y el más laureado, ya que posee un total de 39 títulos (15 ligas y 24 copas).
Es el club que más copas tiene y el 2º con más ligas, solo por detrás del Nitia Bettembourg con 16. 
Disputaron en 8 ocasiones la Recopa de Europa (1968, 1970, 1977, 1979, 1983, 1985, 1992 y 1993), no logrando pasar de segunda ronda, en 5 ocasiones la Copa de Europa (1958, 1962, 1964, 1965 y 1973), no logrando pasar de primera ronda y en 4 la Copa Korać (1991, 2000, 2001 y 2002), no logrando pasar de segunda ronda.

## Registro por Temporadas
| Temporada | División | Liga            | Posición en liga | Play-Offs    | Copa Luxemburguesa | Competición Europea      | Competición Europea | Competición Europea |
| --------- | -------- | --------------- | ---------------- | ------------ | ------------------ | ------------------------ | ------------------- | ------------------- |
| 2000-01   | 1ª       | Nationale 1     | 1º               | –            | Subcampeones       | 3ª Copa Korać - 1ª Ronda |                     |                     |
| 2001-02   | 1ª       | Nationale 1     | 2º               | –            | Campeones          | 3ª Copa Korać - 2ª Ronda |                     |                     |
| 2002-03   | 1ª       | Nationale 1     | 1º               | Campeones    | Campeones          |                          |                     |                     |
| 2003-04   | 1ª       | DBBL            | 3º               | –            | –                  |                          |                     |                     |
| 2004-05   | 1ª       | DBBL            | 1º               | Subcampeones | Campeones          |                          |                     |                     |
| 2005-06   | 1ª       | DBBL            | 2º               | Campeones    | Campeones          |                          |                     |                     |
| 2006-07   | 1ª       | DBBL            | 4º               | Semifinales  | Campeones          |                          |                     |                     |
| 2007-08   | 1ª       | DBBL            | 2º               | Semifinales  | Campeones          |                          |                     |                     |
| 2008-09   | 1ª       | Diekirch League | 1º               | Semifinales  | –                  |                          |                     |                     |
| 2009-10   | 1ª       | Diekirch League | 1º               | Semifinales  | –                  |                          |                     |                     |
| 2010-11   | 1ª       | Diekirch League | 1º               | Subcampeones | Campeones          |                          |                     |                     |
| 2011-12   | 1ª       | Diekirch League | 6º               | –            | –                  |                          |                     |                     |
| 2012–13   | 1ª       | Diekirch League | 6º               | –            | –                  |                          |                     |                     |
| 2013–14   | 1ª       | Total League    | 11º              | –            | –                  |                          |                     |                     |
| 2014–15   | 1ª       | Total League    | 3º               | Semifinales  | –                  |                          |                     |                     |
| 2015–16   | 1ª       | Total League    | 4º               | Semifinales  | –                  |                          |                     |                     |
| 2016–17   | 1ª       | Total League    | 3º               | Semifinales  | –                  |                          |                     |                     |
| 2017–18   | 1ª       | Total League    |                  |              |                    |                          |                     |                     |

## BBC Etzella en competiciones europeas
Copa de Europa de baloncesto 1958
| 1ª Ronda (Suroeste de Europa) | Royal IV | BBC Etzella | 82-43 | 36-63 |  |

Copa de Europa de baloncesto 1961-62
| 1ª Ronda | BBC Etzella | USC Heidelberg | 51-66 | 83-59 |  |

Copa de Europa de baloncesto 1963-64
| 1ª Ronda | BBC Etzella | PUC Basket | 57-73 | 72-57 |  |

Copa de Europa de baloncesto 1964-65
| 1ª Ronda | BBC Etzella | Antwerpse B.C | 52-80 | 99-52 |  |

Recopa de Europa de baloncesto 1967-68
| 1ª Ronda | BBC Etzella | Union Firestone Ehgartner | 69-101 | 100-64 |  |

Recopa de Europa de baloncesto 1969-70
| 1ª Ronda | BBC Etzella | Vichy | 63-102 | 89-39 |  |

Copa de Europa de baloncesto 1972-73
| 1ª Ronda | BBC Etzella | Epping Avenue B.C. | 81-91 | 69-71 |  |

Recopa de Europa de baloncesto 1976-77
| 1ª Ronda | BBC Etzella | Trend Wien | 60-99 | 112-60 |  |

Recopa de Europa de baloncesto 1978-79
| 1ª Ronda | Avanti Brugge | BBC Etzella | 110-61 | 66-98 |  |

Recopa de Europa de baloncesto 1982-83
| 1ª Ronda | BBC Etzella | Klosterneuburg | 90-109 | 110-88 |  |

Recopa de Europa de baloncesto 1984-85
| 2ª Ronda | BBC Etzella | FC Barcelona | 55-138 | 105-53 |  |

Copa Korać 1990-91
| 1ª Ronda | BBC Etzella | KBS Orca's | 103-97 | 78-70 |  |

Copa de Europa de la FIBA 1991-92
| 2ª Ronda | BBC Etzella | CSP Limoges | 68-123 | 119-72 |  |

Liga Europea de la FIBA 1992-93
| 1ª Ronda | BBC Etzella | Lisboa e Benfica | 72-113 | 105-58 |  |

Copa Korać 1999-00
| 1ª Ronda | BBC Etzella | Telindus Oostende | 63-99 | 105-49 |  |

Copa Korać 2000-01
| 1ª Ronda | BBC Etzella | Adecco Olympique | 76-95 | 97-64 |  |

Copa Korać 2001-02
| 2ª Ronda | BBC Etzella | SAOS JDA Dijon | 40-118 | 109-65 |  |

## Palmarés

### Liga
- Total League

-   -  Campeones (15): 1955, 1956, 1957, 1961, 1962, 1963, 1964, 1965, 1970, 1972, 1992, 1999, 2003, 2006, 2019

-   - Subcampeones (3): 2005, 2011, 2018

### Copas
- Copa Luxemburguesa

-   -  Campeones (24): 1955, 1956, 1957, 1961, 1962, 1963, 1964, 1965, 1966, 1969, 1972, 1976, 1982, 1991, 1992, 1999, 2002, 2003, 2005, 2006, 2007, 2008, 2011, 2019

-   -  Subcampeones (10): 1959, 1975, 1978, 1979, 1980, 1981, 1983, 1984, 2001, 2018

## Jugadores destacados
| - Billy McNutt - Raphael Albaladejo - Patrick Arbaut - Gilles Becker - Tom Becker - Dominique Benseghir - Yves Braun - Jairo Delgado - Nelson Delgado - Amadeo Dias - Pit Elcheroth - Elton Ferreira - Sam Ferreira - Tim Giver - Alain Glod - Frédéric Gutenkauf - Philippe Gutenkauf - Christian Hansen - Yann Herrmann - Pit Hoffmann | - Chris Ittenbach - Jeff Ittenbach - Luc Kartheiser - Pit Kerger - Jérôme Lanners - Marc Lepage - Serge Maes - Max Mangen - Alain Marchetti - Joe Martins - Charel Oly - Philippe Oly - Moreno Pagani - Gilles Polfer - Mike Pravisani - Christian Schartz - Cedric Schröder - Dave Schröder - Rob Schröder - Tim Steffen | - Tom Wagner - Derek Wilson - Jamal Wilson - Malik Wilson - Mathis Wolff - Yann Wolff - Christian Wulff - Eric Zenners - Corey Raji - Hugo Rönneskog - William Arre - Derrick Barden - Elijah Bonsignore - Kenyatta Clyde - Alex Francis - Spencer Johnson - Marcus Kennedy - John Murphy - Craig Robinson - Dustin Scott | - Karim Shabazz - Anthony Simpson - Derick Singleton - Dwayne Smith - Justin Smith - Parnell Smith - Darryl Sommerset - Justice Sueing - Devin Taylor - Chad Tomko - Nathan Walkup - Allen Williamson - Daniel Horace - Derek Wilson - Derrick Obasohan |